# Kostel svatého Jana Křtitele (Dražice)
Kostel svatého Jana Křtitele v Dražicích u Tábora je od roku 1958 chráněn jako kulturní památka České republiky. Interiér kostela, zasvěceného svatému Janu Křtiteli, je ukázkou radikálně modernistické úpravy liturgického prostoru z roku 1988.

## Historie

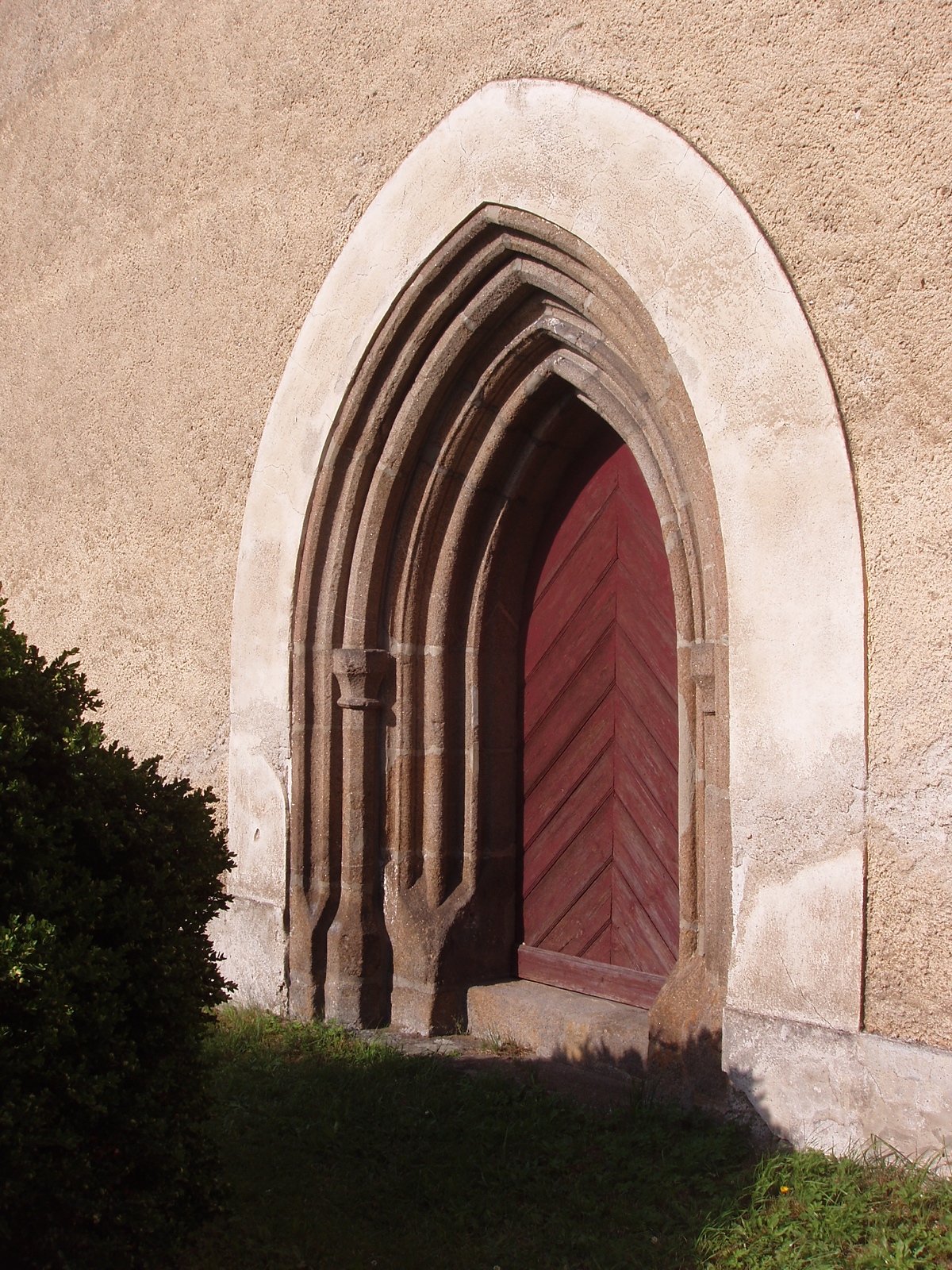
Portál kostela

Přesné datum výstavby kostela není známo. Presbytář sloužil jako hradní kaple pánů z Ústí, chrámová loď byla později postavena z materiálu rozbořeného hradu.
Duchovní správa tu existovala již v polovině 14. století. Za husitských válek byl kostel zpustošen a poté znovu obnoven. V 17. století zde byly instalovány nové zvony s letopočty 1632 a 1679. V rámci josefínských reforem vznikla v Dražicích roku 1786 samostatná duchovní správa, pod kterou patřily okolní vesnice. V roce 1856 byly Dražice povýšeny na farnost.
V roce 1987 byly v rámci opravy kostela zbourány postranní oltáře, které zničil červotoč, a vyměněny lavice. O rok později dostal kostel novou elektroinstalaci. Byl vyroben nový oltář, který byl umístěn v lodi kostela na severní straně. Zeď za ním je vyzděna z bílých a červených cihel. Autorem skleněné mozaiky je výtvarník Matěj Forman. Dne 24. září 1988 posvětil nový oltář generální vikář Josef Kavale.
V srpnu 1992 bylo ruční zvonění nahrazeno automatickým elektrickým. Od té doby denně v poledne a navečer tři kostelní zvony vyzvání do širokého okolí. Nejmladší z nich, pocházející z roku 1924, darovala dražickému kostelu Marie Hájková a její syn František – katolický kněz z Ameriky. Zvon nese nápis: PRO ČEST A SLÁVU BOŽÍ, PRO BLAHO ŽIVÝM I MRTVÝM OSADNÍKŮM DRAŽICKÝM.
V roce 2006 byla obnovena zvonice kostela, v následujících třech letech střecha. V roce 2010 byl kostel odvlhčen, o rok později byla obnovena část hřbitovní zdi.